# Singapore i olympiska sommarspelen 1948
Singapore deltog med en deltagare vid de olympiska sommarspelen 1948 i London. Landets deltagare erövrade ingen medalj.

## Friidrott
- Lloyd Valberg